# 핵우산
핵우산(核雨傘, nuclear umbrella) 또는 안보우산(security umbrella)이란 비핵보유국가가 자국의 안보와 방위를 위해 핵보유국가의 방위전력에 의존하는 것을 일컫는 용어이다. 핵우산의 개념은 1968년 6월 안보리 결의 255호로 적극적 안전보장(PSA:  Positive Security Assurance)이 등장하게 되며 정립되었다. 핵우산이란 핵무기의 보복력에 근거하여 적의 핵공격을 막을 수 있다는 의미에서 곧 핵에 대한 방패라는 의미이다. 비핵보유국가가 핵보유국가에 의존하여 국가의 안전보장을 도모하는 것을 비를 피해 우산에 들어가는 것에 빗대어 핵우산에 들어간다고 표현한다.
한미 안보협의회의(SCM)가 열릴 때마다 대한민국에 핵우산을 제공하겠다는 미국의 공약사항이 SCM 공동성명에 담기는 것도 핵우산 정책 때문이다.
최근 한미간의 확장억제 논의를 보면 핵우산의 역할을 축소하고 비핵비중을 높여 가는 미국의 핵전략이 한반도에도 그대로 적용되고 있음을 알 수 있다. 먼저 2006년 북한이 제1차 핵실험을 감행한 것을 계기로 미국은 그동안 일관되게 표현해 왔던 ‘핵우산’ 공약을 ‘확장억지’(extended deterrence)로 발전 시켰다. 이어 2009년 2차 핵실험 이후 확장억제의 수단으로 핵우산을 비롯한 재래식 타격능력과 미사일 방어 능력이 구체적으로 언급되었다.

## 개념
핵우산이란 핵억지 전략의 연장선상에서 나온 개념으로서 정확하게는 확장핵억지(Extended Nuclear Deterrence: END)라고 부른다. 핵우산은 핵보유국가의 적대국이 동맹국을 재래식 무기나 대량살상무기(Weapons of Mass Destruction: WMD)로 공격하는 경우, 해당 적대국에게 핵무기를 사용해서 감당할 수 없는 피해를 주겠다는 보복위협을 통해서 적대국의 공격을 억지하고 동맹국을 보호하는 전략이다.
2020년 기준 핵보유국가 현황은 다음과 같다.
| 나라                                          | 탄두                      | 탄두                      | 최초 실험 일자 (코드명)          | 최초 실험 장소                                  | 실험 횟수                 | 참고자료                  |
| 나라                                          | 가용                      | 전체                      | 최초 실험 일자 (코드명)          | 최초 실험 장소                                  | 실험 횟수                 | 참고자료                  |
| 핵확산방지조약(NPT) 5개국                     | 핵확산방지조약(NPT) 5개국 | 핵확산방지조약(NPT) 5개국 | 핵확산방지조약(NPT) 5개국        | 핵확산방지조약(NPT) 5개국                       | 핵확산방지조약(NPT) 5개국 | 핵확산방지조약(NPT) 5개국 |
| --------------------------------------------- | ------------------------- | ------------------------- | -------------------------------- | ----------------------------------------------- | ------------------------- | ------------------------- |
| 미국                                          | 1,750                     | 5,600                     | 1945년 7월 16일 (Trinity)        | Alamogordo, New Mexico                          | 1,054                     | [ 1 ] [ 2 ] [ 3 ]         |
| 러시아(1991년 이전에는 소련)                  | 1,600                     | 6,257                     | 1949년 8월 29일 (RDS-1)          | Semipalatinsk, Kazakh Soviet Socialist Republic | 715                       | [ 1 ] [ 2 ] [ 3 ]         |
| 영국                                          | 120                       | 225                       | 1952년 10월 3일 (Hurricane)      | Monte Bello Islands, Australia                  | 45                        | [ 1 ] [ 2 ] [ 3 ]         |
| 프랑스                                        | 280                       | 290                       | 1960년 2월 13일 (Gerboise Bleue) | Reggane, French Algeria                         | 210                       | [ 1 ] [ 2 ]               |
| 중화인민공화국                                | n.a.                      | 350                       | 1964년 10월 16일 (596)           | Lop Nur, Xinjiang                               | 45                        | [ 1 ] [ 2 ] [ 3 ]         |
| 핵확산방지조약에 가입하지 않은 핵 보유 선언국 |                           |                           |                                  |                                                 |                           |                           |
| 인도                                          | n.a.                      | 160                       | 1974 5월 18일 (Smiling Buddha)   | Pokhran, Rajasthan                              | 6                         | [ 1 ] [ 2 ] [ 3 ]         |
| 파키스탄                                      | 0                         | 165                       | 1998년 5월 28일 (Chagai-1)       | Ras Koh Hills, Balochistan                      | 6                         | [ 1 ] [ 3 ]               |
| 조선민주주의인민공화국                        | 0                         | 45                        | 2006년 10월 9일                  | Kilju, North Hamgyong                           | 6                         | [ 1 ] [ 2 ] [ 3 ]         |
| 보유 선언을 하지 않은 핵 보유국               |                           |                           |                                  |                                                 |                           |                           |
| 이스라엘                                      | 0                         | 90                        | 1960년~1979년                    | 미상                                            | N/A                       | [ 1 ] [ 3 ]               |

이러한 핵우산 정책은 현재 미국의 대외 안보공약의 토대로서, 자국을 방어하는 차원을 넘어 동맹국에 대한 적대국의 공격까지 억지하겠다는 미국 군사동맹의 근간을 이루는 핵심 개념이라고 할 수 있다. 핵우산은 억지전략의 보호대상이 미국에서부터 동맹국으로 확대되고, 보복수단은 재래식 무기뿐 아니라 핵무기까지 포함하며, 보복능력의 투사지역도 미 본토에서부터 동맹국 영토로까지 확장되는 의미를 갖는다. 서독을 포함한 유럽의 북대서양 조약 기구(North Atlantic Treaty Organization: NATO) 동맹국들과 아시아에서는 한국·일본·호주가 핵우산의 구체적인 보호대상으로 명시되어 왔다. 억지의 목표는 적대국의 재래식 공격과 핵 공격을 모두를 포괄한다. 억지의 수단에는 미국이 보유한 재래식 무기뿐만 아니라 핵무기도 포함된다. 북한의 수사적인 핵위협은 물론 실제 군사도발 위협이 점증하고 우리 사회에서 자체 핵무장을 둘러싼 논란이 커져가는 상황에서 북한의 핵위협을 억지할 수 있는 건설적인 대안을 마련하는 것이 필요하게 되었다.

### 목적

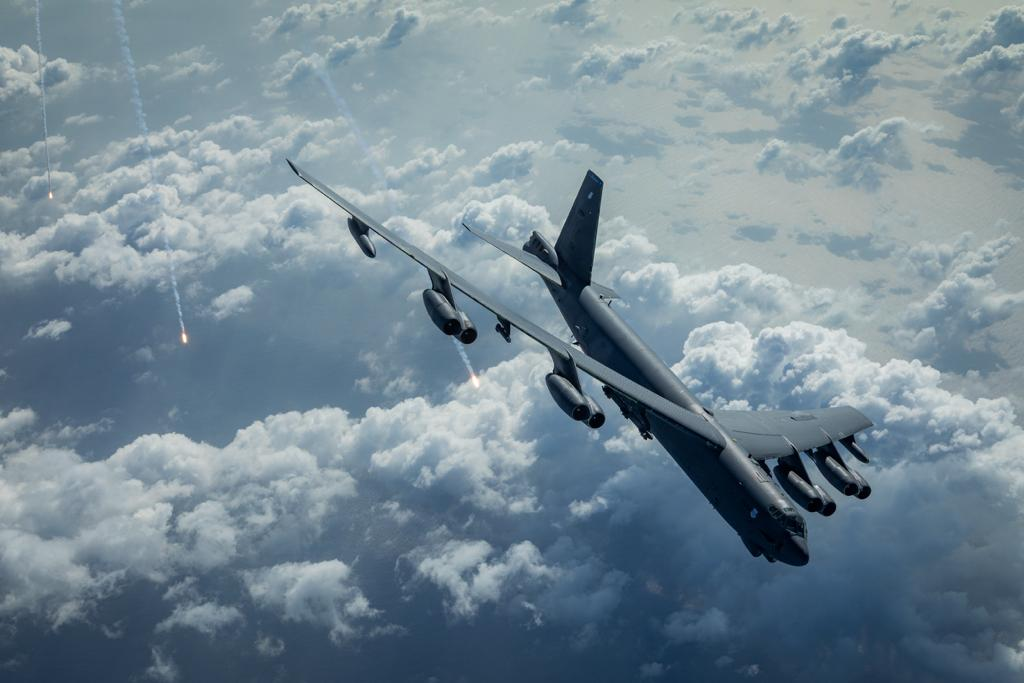
핵탄두 탑재 순항미사일을 보유한 미국의 핵우산 전략자산 B-52 장거리 폭격기

첫째, 앞서 제시한 정의처럼 핵공격 억지를 위한 수단이다. 핵보유국가의 입장에서 핵을 갖지 못한 동맹국과 우호국을 핵 공격으로부터 보호하고자 하는 것이다.
둘째, 핵우산은 재래식 공격 혹은 대량살상무기 위협에 대한 보호막으로도 기능한다. 미국은 “핵무기는 적의 공격을 받은 국가가 도저히 재래전력으로는 자국의 안보를 지킬 수 없다고 판단했을 때를 제외하고는 사용하지 않는다”는 핵사용 원칙을 1997년 이래 견지해 온 바 있다. 부시 행정부 들어서는 WMD 위협에 대한 대응수단으로 핵무기의 실제 사용이 거론되었다.
셋째, 핵우산은 비확산 차원에서 제공된다. 핵 미보유국이 핵 위협을 받을 경우 핵무장을 시도하게 되기 때문에 기존의 핵보유국들은 핵우산 정책을 통해 비확산을 도모하고자 한다.

### 구성하는 무기
3대 핵우산으로 전략폭격기 발사 순항 미사일(ALCM), 잠수함 발사 탄도 미사일(SLBM), 대륙간 탄도 미사일(ICBM)이 있다.

## 역사
한반도에서 핵우산이 공식화된 것은 지난 1978년 7월 27일 노재현 국방부장관과 브라운(Harold Brown)국방장관이 참석한 제 11차 한미안보협의회를 통해 명문화되면서 부터이다. 브라운 장관은 1954년 한미상호방위조약은 계속해서 전적으로 유효하며 대한민국에 대한 무력 공격시에 즉각적이고 효과적인 지원을 대한민국에 제공하겠다고 보장하며 한국은 미국의 핵우산 하에 있고 이는 앞으로도 계속 그러할 것이라고 재확인하였다. 그 이후 매년 회의 때마다 미국의 대남 핵우산 제공의사를 확인하고 서면으로 보장받기 위해 이를 합의문에 명시해두었다.
박스 안의 글은 핵우산과 관련된 부분을 국방부가 대한민국 정책브리핑에서 발표한 SCM 공동성명 전문에서 발췌한 내용이다.
```
브라운 장관은 카터 대통령의 1978년 4월 21일자 미국의 대한 안보공약의 보장과 미지상군 전투병력의 철수계획 일부 수정에 관한 특별공약에 대하여 다시 설명하면서, 미 지상군 전투병력의 철수가 미국의 대한 안보공약이나 한반도에서의 미국의 기본방위전략에 어떠한 변화도 의미하지 않음을 명백히 하였다. 또한 브라운 장관은 노 장관에게 1954년 한·미상호방위조약은 계속 전적으로 유효하며, 동 조약에 따라 대한민국에 대한 무력 공격 시는 즉각적이고 효과적인 지원을 대한민국에 제공하겠다는 미국의 결의는 계속 확고하고, 강력하다고 보장하였다. 이와 관련하여 브라운 장관은 한국이 미국의 핵우산 하에 있으며 앞으로도 계속 있을 것이라고 재확인하였다. 브라운 장관은 북괴나 또는 다른 어떤 나라도 이와 같은 미국의 대한안보공약이 계속 강력하다는 데 대하여 추호도 의심이나 오해를 해서는 아니 될 것임을 명백히 하였다.

```

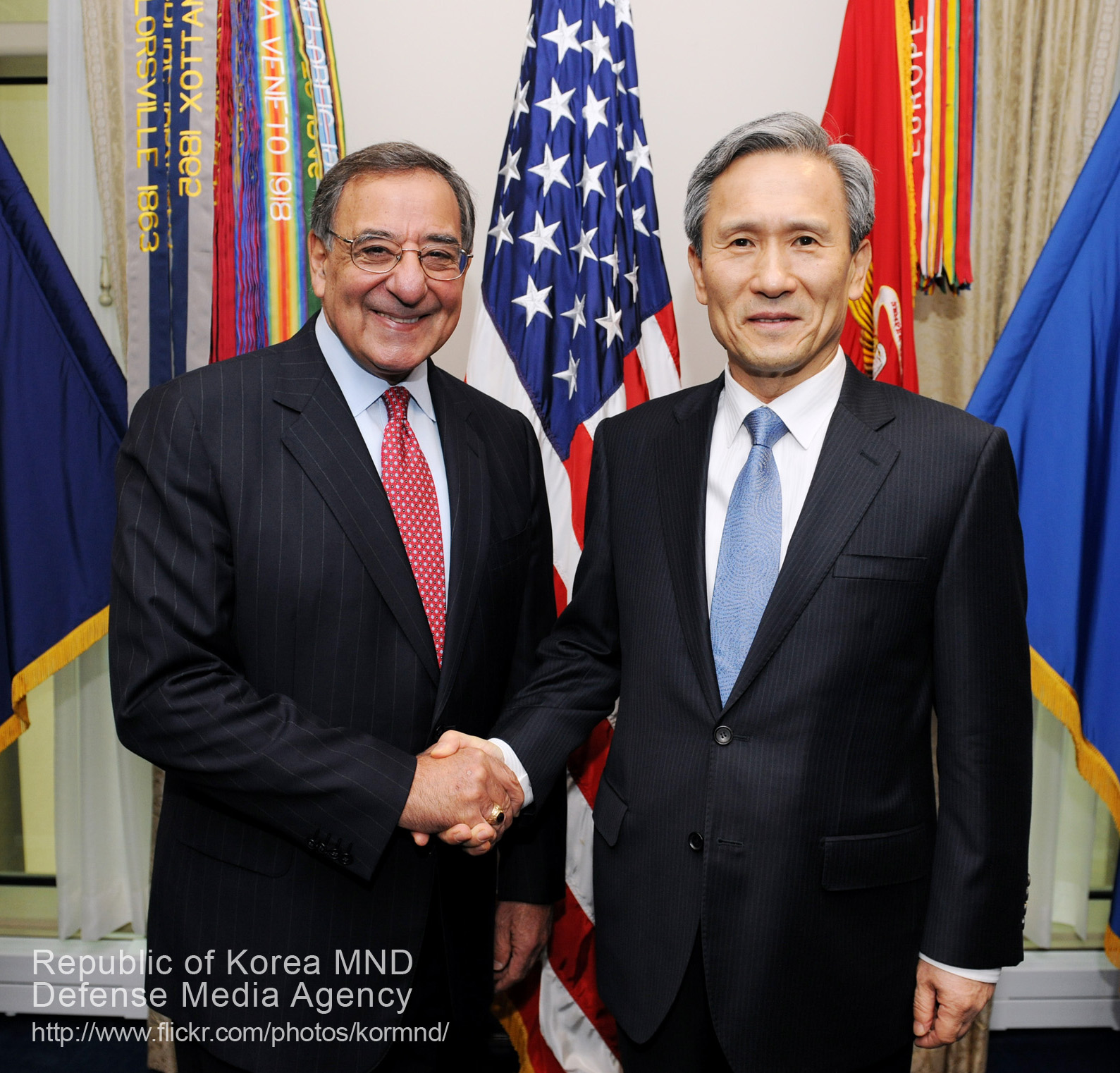
2012년 10월 24일 열린 제44차 한미안보협의회의에서 김관진 국방부장관과 리언 파네타 미 국방장관이 공동성명을 발표한 이후 악수하고 있다.

2006년 10월 20일 워싱턴에서 열린 제38차 SCM 공동성명에서는 윤광웅 국방부장관과 럼스펠드(Donald Rumsfeld) 국방부장관은 제3항에서 같은 해 10월 9일 단행된 북한의 1차 핵실험에 대하여 깊은 우려를 표명하며 핵우산을 포함한 확장억지의 지속적인 제공을 약속하면서 북한에 대해 신속한 핵포기를 촉구하였다.
2009년 6월 16일 워싱턴에서 열린 이명박 대통령과 오바마 대통령의 정상회담에서 한미동맹 역사상 최초로 미국의 핵우산 공약을 정상회담의 공동발표문에 명시함으로써 핵우산 공약을 보다 구체화하려고 노력하였다.
```
한·미 동맹관계는 21세기 안보환경의 변화에 따라 발전하고 있다. 우리는 양국의 안보이익을 유지하는 동맹 능력에 의해 뒷받침되는 굳건한 방위태세를 유지할 것이다. 핵우산을 포함한 확장된 억지력에 대한 미국의 지속적인 공약은 이 같은 보장을 강화한다. 동맹 재조정을 위한 양측의 계획을 추진함에 있어서, 대한민국은 연합방위에 있어서 주도적인 역할을 담당하고, 미국은 한반도와 동북아 역내외에 주둔하는 지속적이고 역량 있는 군사력으로 지원하게 될 것이다.

```

2009년 10월 22일 서울에서 열린 제41차 SCM의 공동성명에서 김태영, 게이츠(Robert Gates) 국방부장관은 제3항에서 북한을 핵보유국으로 인정할 수 없으며, 2009년 4월과 5월에 발생한 북한의 3차 장거리미사일과 2차 핵실험을 지역과 국제 평화에 대한 중대한 위협이라는 입장을 밝혔다. 이에 6자회담을 통해 평화적 방법으로 북한의 완전하고 검증 가능한 비핵화를 달성하기 위한 공동의 노력을 계속해 나가기로 합의하였다.
“새로운 전략 3축”(New Strategic Triad)으로 규정한 핵전력(핵우산), 재래식 타격능력 및 미사일 방어를 이용해서 한국을 방어하겠다는 공약을 재확인하고 확장억지의 효율성 제고를 위해 협력하기로 했다.
```
게이츠 장관은 미국의 핵우산, 재래식 타격능력 및 미사일 방어 능력을 포함하는 모든 범주의 군사능력을 운용하여 대한민국을 위해 확장억지를 제공한다는 미국의 공약을 재확인하였다. 김태영 장관은 미국의 이러한 공약에 사의를 표하였으며, 양측은 확장억지의 효율성 제고를 위해 긴밀히 협력해 나가기로 합의하였다.

```

2010년 10월 8일 워싱턴에서 열린 제42차 SCM의 공동성명에서 김태영, 게이츠 국방부장관은 제3항에서 한국전쟁 발발 60주년을 기념해서 2010년 7월 서울에서 최초로 열린 양국간 ‘국방·외무 2+2회담’의 성과를 재확인하고, 제4항에서 북한의 천안함 폭침에 대한 공동입장을 표명하면서 추가 도발에 대한 결연한 대응의지를 밝혔다. 게이츠 장관은 제6항에서 제41차 SCM에서와 같은 확장억지 제공 약속을 했고, 두 장관은 한 발 더 나아가 확장억지정책위원회를 제도화해 나가기로 합의했다.
```
게이츠 장관은 미 합중국의 핵우산, 재래식 타격능력 및 미사일 방어능력을 포함한 모든 범주의 군사능력을 운용하여 대한민국을 위해 확장억지를 제공하고 강화할 것이라는 미 합중국의 계속된 공약을 재확인하였다. 이와 더불어 양 장관은 확장억지의 실효성 제고를 위한 협력 메커니즘으로서 확장억지정책위원회를 제도화해 나가기로 합의하였다.

```

2020년 10월 9일 열린 제75차 유엔총회 1위원회 회의에서 북한 대표단 단장은 “핵군축이 실현되자면 핵무기를 제일 많이 보유한 핵보유국들부터 그 철폐에 앞장서야 하며 자기 영토 밖에 배치한 핵무기들을 철수시켜야 한다”고 연설하였다. 직접 미국을 언급하지는 않았지만 사실상 미국의 핵우산 철폐를 겨냥한 것으로 풀이된다. 10일 노동당 창건 75주년 열병식에서 신형 대륙간탄도미사일(ICBM)을 공개하고 “전쟁 억제력을 계속 강화할 것”이라고 강조한 북한이 핵개발 활동 중단 등 비핵화 협상의 조건으로 미국의 핵우산 철폐를 선제 조건으로 제시한 것이다.
2021년 12월 2일 제53차 한미안보협의회의(SCM)가  서울에서 개최되었다. 이 회의는 서욱 대한민국 국방부 장관과 로이드 오스틴(Lloyd J. Austin Ⅲ) 미합중국 국방부 장관이 공동 주재하였으며, 양국의 국방 및 외교 분야 고위 관계관들이 참석하였다. 이 회의에 앞서 2021년 12월 1일 대한민국 합참의장 원인철 대장과 미합중국 합참의장 마크 밀리(Mark A. Milley) 대장이 제46차 한미 군사위원회회의(MCM)를 주재하였다.
```
양 장관은 최근 한반도 및 역내 안보환경을 점검하고, 양국 간 협력방안에 대해 논의하였다. 양 장관은 한미동맹이 강력하다고 평가하고, 한미상호방위조약에 따라 합의된 대한민국을 방어한다는 연합방위에 대한 양국 상호 간의 공약을 재확인하였다. 

양 장관은 북한의 최근 미사일 발사에 대해 논의하였으며, 전방위적 위협에 대응하기 위한 협력 확대의 중요성을 강조하였다. 오스틴 국방장관은 핵, 재래식 및 미사일 방어능력을 포함한 모든 범주의 군사능력을 운용하여 대한민국에 확장억제를 제공한다는 미합중국의 굳건한 공약을 재확인하였다. 

양 장관은 사이버·우주 능력 등 동맹에 가용한 모든 능력을 활용하여 억제태세를 강화해 나가기로 하였다. 

양측은 한반도의 완전한 비핵화와 항구적 평화정착에 대한 공동의 약속, 그리고 북한의 핵·탄도미사일 프로그램을 다루어나간다는 공동의 목표를 향해 공조와 협력을 지속해 나가기로 하였다. 양 장관은 외교와 대화의 재개 노력이 중요하다는 점을 강조하였으며, 북한을 포함한 국제사회가 유엔 안보리 관련 결의를 완전히 이행할 것을 촉구하였다. 양 장관은 남북 간 2018년 '판문점 선언'과 '평양공동선언', 2018년 북미 간 싱가포르 정상회담 공동성명, 그리고 2005년 6자회담 공동성명 등 기존의 남북, 북미, 그리고 다자간 약속에 기초한 외교와 대화가 한반도의 완전한 비핵화와 항구적 평화정착을 이루는 데 필수적이라는 공동의 믿음을 재확인하면서, 굳건한 연합대비태세와 국제 제재 유지를 통해 외교적 노력을 지원해 나가기로 하였다. 양 장관은 북한이 국제합의를 준수할 것을 촉구하였다.

```

## 주변 상황

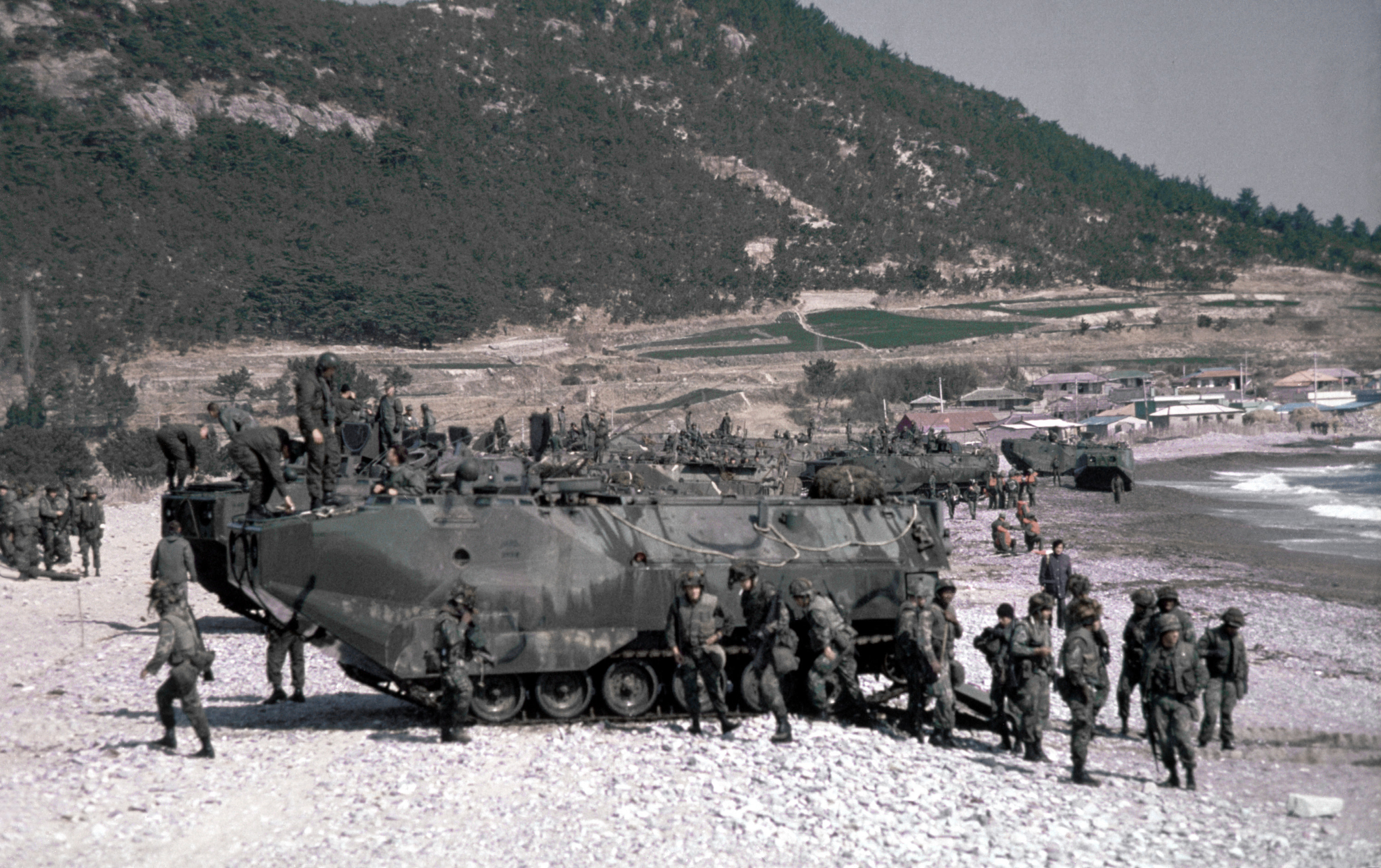
1982년 팀 스피릿 훈련 간 미 해병대가 LVTP-7에서 강습 상륙 중인 모습

북한의 핵위협은 점증하는 와중에 미국의 대북한 안전보장 약속은 연이어 계속되고 있고, 오바마 행정부에 들어와서는 핵무기에 대한 의존도를 줄이는 정책을 폄으로써 핵우산의 신뢰성에 의문이 제기되고 있는 것이 현 상황이다. 설상가상으로 냉전이 종식되고 북핵문제가 발생함과 동시에 한국이 당면한 안보상의 문제점을 가중시켜 온 요인이 있다. 재래식 분야에서 미국의 확장억지 공약이 점차 변화되어왔다는 점이다. 냉전시기에도 닉슨과 카터 대통령의 주한미군 철수 등 확장억지를 약화시키는 조치들이 있었지만, 당시에는 미·소 대결이라는 큰 틀이 안보질서를 규율하고 있었기 때문에 한반도에서 발을 빼려는 미 행정부의 조치도 제한적일 수밖에 없었다. 그러나 냉전이 종식되고 체제대결이 끝나면서 한국에 대한 확장억지를 약화시킬 수 있는 미국의 움직임은 지속적으로 진행되어왔으며, 한반도의 안보구도에 질적인 변화를 야기해왔다. 북한의 핵위협을 포함한 WMD 등 비대칭위협이 날로 증가하고 있는 와중에 미국의 확장억지가 변화하고 있다는 점이 오늘날 한국이 직면한 문제이다. 재래식 억지 차원에서 냉전종식 이후 한국에 대한 미국의 확장억지는 다음과 같이 변해왔다.
1. 주한미군이 한강 이남으로 재배치되고 있다.
2. 인계철선이 사라졌다.
3. 팀 스피리트(Team Spirit) 훈련과 같은 대규모 훈련이 사라졌다.
4. 주한미군의 성격과 임무가 한국 방어에서 분쟁지역 이동군 개념으로 변화하고 있다.
5. 전시 작전통제권의 전환과 한미 연합사령부의 해체가 논의되고 있다.

## 한계

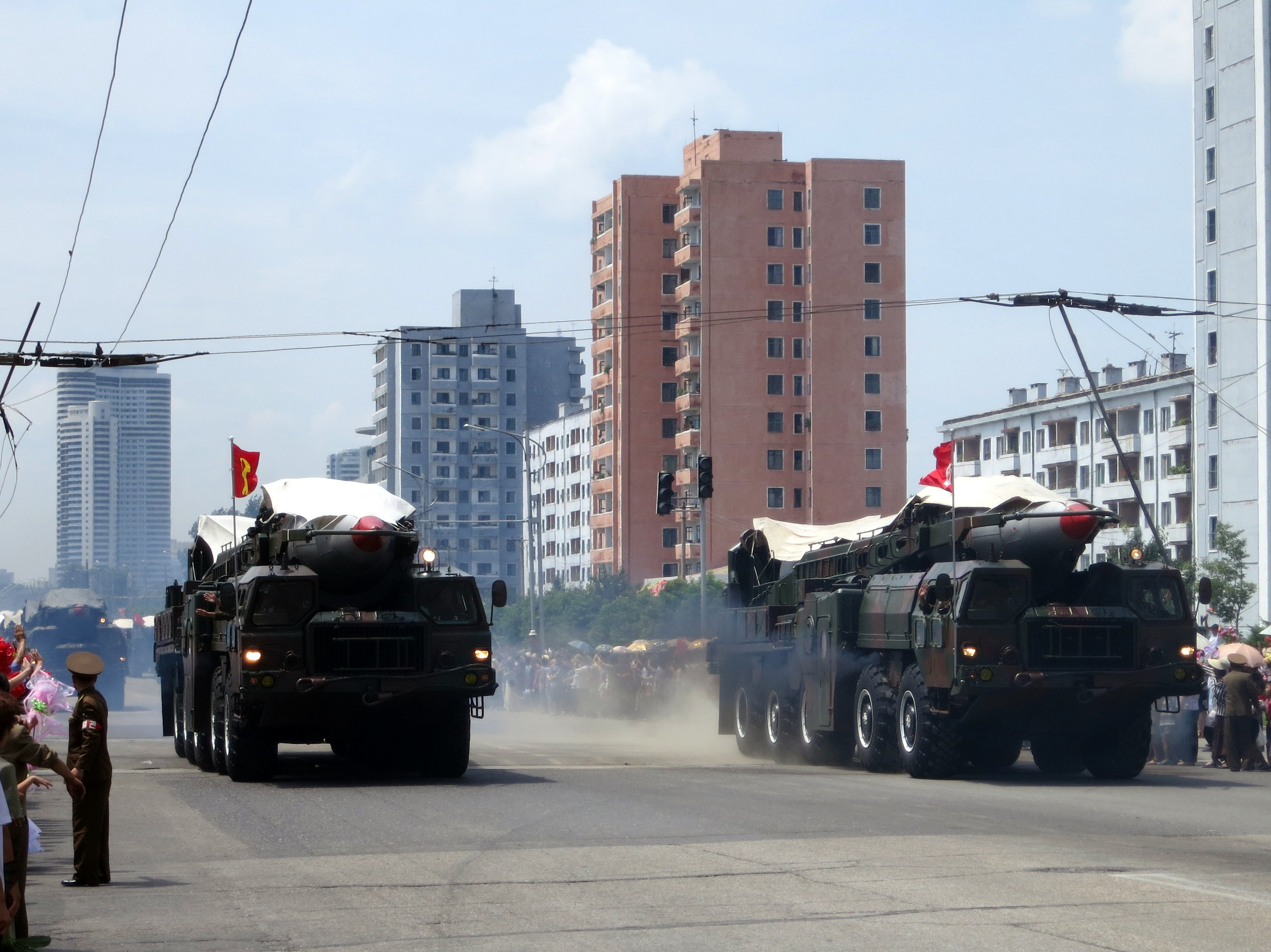
북한이 2013년 조국해방전쟁 승리 기념일에 과시한 탄도 미사일

제1격인 선제핵공격을 한 북한이 미국 본토까지 타격할 수 있는 ICBM을 보유한 경우에는, 상대하는 국가들은 핵우산 정책을 사용하기 어려워진다. 핵우산 조약으로 선제핵공격을 당한 한국이나 일본을 대신해 제2격인 보복핵공격을 해주는 미국이 직접 북한의 ICBM 공격을 당하게 되기 때문이다. 즉 핵우산이라는 정책은 적이 아직 ICBM을 보유하지 않았을 경우에만 작동할 수 있는 것이라고 보는 견해가 있다.
2017년 8월 30일, 미국 월스트리트 저널은 사설에서 일본의 핵무장을 언급했다. "북한이 미국 본토를 공격할 수 있는 대륙간 탄도 미사일을 보유하면 방정식이 완전히 달라진다"면서 "북한이 도쿄를 공격했을 때에 미국이 평양을 공격하면 미국의 도시들이 북한의 공격 위험에 노출된다" 면서, 핵우산이 불가능하게 되기 때문에 일본의 독자 핵무장이 필요하게 된다고 강조했다. 그런데 북한이 ICBM을 보유하면 미국이 핵우산을 전혀 할 수 없게 된다는 월스트리트 저널의 예측은, 2017년 11월 29일 북한이 화성 15호 ICBM을 최초로 시험발사해 지구의 전역에 대한 핵공격 능력 완성을 선언하면서, 현실화되었다. 2017년 8월 29일 조선민주주의인민공화국 미사일 발사 참조.
그러나, 이미 2006년 발사한 대포동 2호가 미국 전역을 핵공격할 수 있는 것으로 보인다. 2006년 당시에는 불가능하다고 보도되지 않았지만, 세월이 흐르면서 핵공격이 가능하다는 보도들이 나오기 시작하였다.

## 확장억제
1978년 7월, 제11차 SCM 공동성명에서, 미국은 한국에 대한 핵우산을 공개적으로 천명했다. 이후 매년 SCM에서 핵우산을 명시했다. 당시 박정희 정권은 미국이 닉슨 독트린(미군을 아시아에서 단계적 철군시키려는 계획)을 선언하자 은밀히 자체 핵개발에 착수했다. 이에 미국이 한국의 독자 핵무장을 반대하면서, SCM 공동성명에 핵우산(nuclear umbrella)을 처음으로 천명했다.
2006년 10월 20일, 워싱턴 미 국방부에서 제38차 SCM을 개최했다. 노무현 정부의 윤광웅 국방장관과 도널드 럼즈펠드 미국방장관이 참석했다. SCM 종료 직후 공동성명을 채택하지 못하고 공동성명 마련을 위한 별도의 협의를 가졌다. SCM에서 공동성명 채택이 이처럼 지연된 것은 이번이 처음이라고 한국군 관계자들은 전했다. 핵우산 구체화 방안과 관련해서는 한국 측은 '확실한 담보'를 요구한 반면 미국 측은 기존에 공동성명에 명기한 수준이면 충분하다는 상반된 입장을 견지했기 때문에 애초부터 의견 조율이 쉽지는 않아 보였다.
한국 측은 미국이 북대서양조약기구(NATO)에 적용하고 있는 확장억제(extended deterrence) 개념을 대한(對韓) 방위공약에 담아 이를 공동성명에 명기하자는 제의를 했지만, 미측은 기존 공동성명에 명시된 '핵우산(nuclear umbrella) 제공' 수준이면 충분하다는 입장을 내세우며 한국측 요구에 반대 입장을 분명히 했다. 
확장억제(extended deterrence)란 미국이 동맹국에 대한 적국의 공격을 억지하기 위해 기존의 전술핵무기는 물론, 전략핵무기까지 사용할 수 있다는 개념으로, 1978년 제11차 SCM 이후 매년 공동성명에 명기돼왔던 핵우산(nuclear umbrella) 개념보다 포괄적이고 강한 표현이라고 전문가들은 설명하고 있다.

## 무용론
핵우산 무용론은 김대중 정부 때부터서도 꾸준히 제기되어 온 주장이다. 북한이 ICBM으로 미국 대도시를 공격해 수백만 명이 희생당할 수 있는 위험을 무릅쓰고 북한의 핵 공격에 대해 과연 미국이 한국에 대한 ‘핵우산’을 제공할 것인가 하는 의문이 그 배경이다. 무용론을 지지하는 이들이 주장하는 바는 아래와 같다.

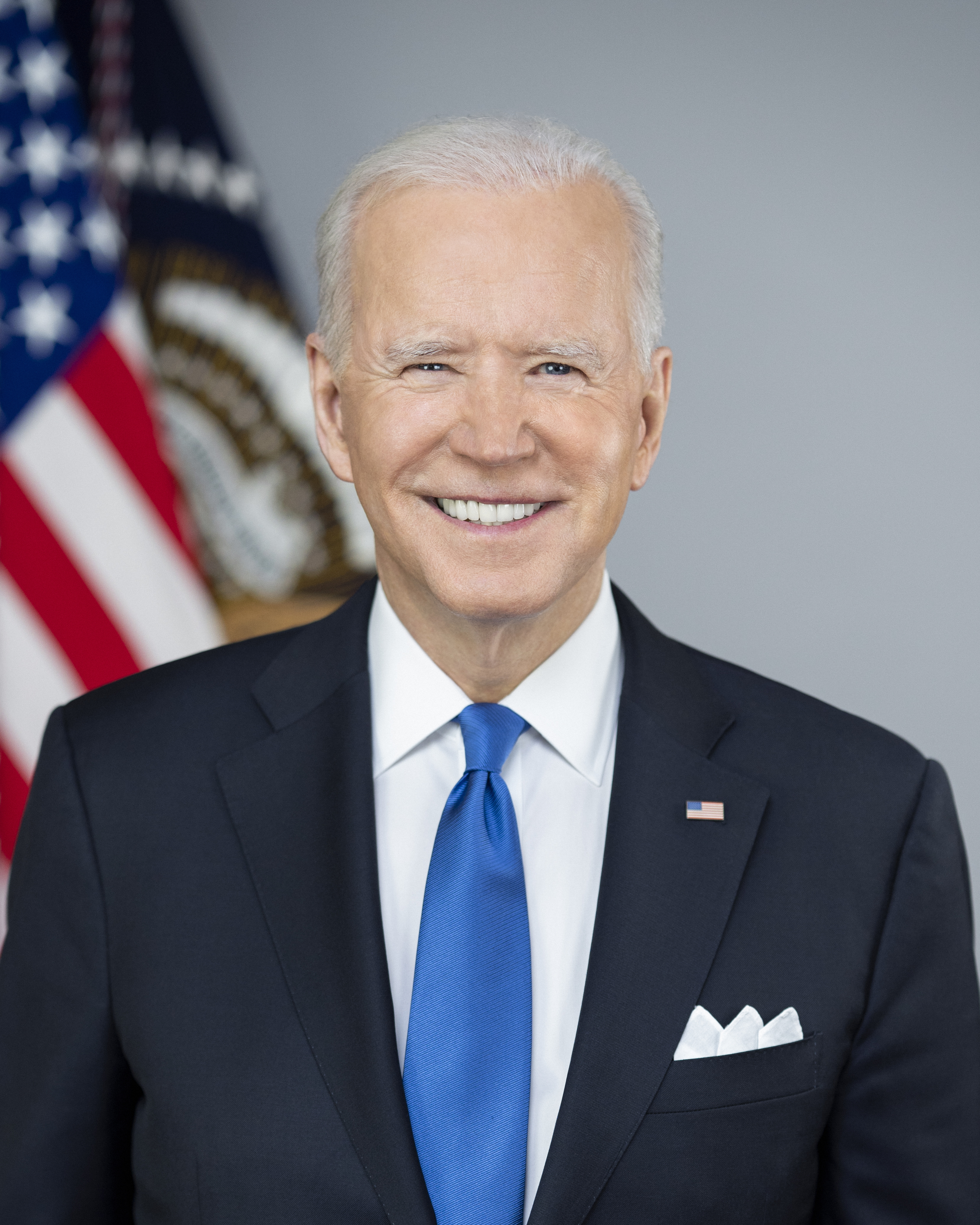
미국의 제46대 대통령 조 바이든

1. 최근 조 바이든 미국 행정부가 2022년 1월 발간 예정인 ‘핵태세 검토 보고서’에서 ‘핵 선제 불사용 원칙(No first use)’을 채택할 것으로 알려지면서 나토(NATO)와 일본 등 미국의 동맹국들이 거세게 반발하고 있다. 이 원칙이 채택될 경우 6차례 핵실험을 거쳐 60개 정도 핵무기를 보유하고 있는 북한은 미국의 핵 선제공격과 핵 보복을 두려워하지 않고 언제든지 핵 공격을 할 수 있게 됨으로써 한국은 북한의 핵 위협과 공격에 무방비 상태로 노출될 것이다. 바이든 행정부가 핵 선제 사용 원칙을 포기한다면 미국의 핵우산 신뢰도는 흔들리게 될 것이고, 한국과 동맹국들은 자체 핵 개발을 포함한 자구책을 마련할 수밖에 없게 될 것이다.
2. 바이든 행정부는 핵 선제 불사용 원칙뿐만 아니라, 핵을 미 본토 방어를 위해서만 사용한다는 ‘단일 목적’ 원칙도 이 보고서에 담을 것으로 알려진다. 이러한 원칙이 미국 핵전략으로 확립될 경우 미국의 한국과 동맹국들에 대한 ‘확장억제’는 ‘찢어진 핵우산’으로 전락하고 말 것이다. 핵전략 상황 변화에 맞게 북한과 같은 불량국가의 핵무기를 억제하고 궁극적으로 폐기 처분하기 위해 새로운 ‘맞춤형 핵 억지 방안’을 마련하여야 마땅한데 기존 ‘핵 선제공격 원칙’을 포기한다는 것은 이해가 어렵다.[8]

북한은 이미 핵무기 소형화와 경량화에 성공하였고, 미사일에 탑재해 한국을 공격하기 위해 실전 배치를 마친 상태이다. 6자회담, 미북 및 남북 정상회담 등 회담을 계속해서 시도해보았으나 북핵 폐기에 실패했고, 북한의 핵 보유량은 늘어만 가고 있는 추세이다. 이렇게 북핵 위기 상황이 더 악화하면 한국은 미국에 ‘NATO식 핵공유협정’ 체결을 요구하고 한국에 미국의 전술핵무기 재반입을 강력히 요구해야 한다고 주장하는 이들이 일부 존재한다. 이들은 미국이 한국과 핵공유협정을 맺지 않고 한국에 전술핵을 재반입해 공동 운용하기를 거부한다면 조약 제10조 (조약 당사국이 비상상태로 인해 국가 생존이라는 최고의 이익이 침해받을 경우 조약국들에 3개월 전에 통보를 한 후 탈퇴할 수 있다.) 에 의거하여 한국도 핵확산금지조약(NPT)에서 탈퇴하고 자체 핵무장에 나서야 한다고 주장한다.
2024년 12월 22일, 도널드 트럼프 대통령 당선인은 엘브리지 콜비를 국방부 정책차관으로 임명했다. 콜비는 미국의 확장 억제 공약이 "평화로운 시기엔 할 수 있는 약속이지만 유사시엔 미국이 지킬 수 없는 약속"이라고 평가했다. 2024년 5월 연합뉴스와의 인터뷰에서 북한의 완전한 비핵화는 현실적으로 가망이 없다고 말했다.
2018년 방한(訪韓)한 세계적 석학 존 미어샤이머 시카고대 교수는 공개 강연에서 "내가 김정은의 안보보좌관이라면 절대로 핵무기를 포기하지 말라고 조언할 것"이라고 분명하게 말했다. 그는 현실주의 국제정치이론의 대가다. '공격적 현실주의 이론'을 발전시킨 것으로 가장 잘 알려져 있다. 그는 북한 비핵화는 불가능하다는 견해를 내놓았다. 
미어샤이머는 "한국이 미국의 확장억제에 의존하는 것은 위험한 도박"이라고 주장했다. 왜냐하면 한국이 외국 강대국의 신뢰성과 복잡한 국제 안보 환경의 안정성에 베팅하고 있기 때문이다.

## 같이 보기
- 2017년 8월 29일 조선민주주의인민공화국 미사일 발사
- 대한민국의 독자 핵무장론
- 제2차 중동 전쟁
- 억지이론
- 핵확산
- 핵무기금지조약
- 핵무기 선제 사용 금지

## 참고 문헌
- 김정섭, 〈한반도 확장억제의 재조명: 핵우산의 한계와 재래식 억제의 모색〉, 《국가전략》, 제21권, 세종연구소, 2015
- 이진명, 〈미국의 핵우산, 신뢰할만한가?〉, 《국제정치논총》, 제57집, 한국국제정치학회, 2017
- 전성훈, 『미국의 對韓 핵우산정책에 관한 연구』, 통일연구원, 2012
- 전호훤, 〈미국의 대한(對韓) 핵우산 공약에 대한 역사적 조명〉, 《국방정책연구》, 제24권, 한국국방연구원, 2008
- Bruce D. Berkowitz, "Proliferation, Deterraence, and the Likelihood of Nuclear War", Journal of Conflict Resolution, 29-1 (March, 1985), p. 114.
- Lewis A. Dunn, "Cotrolling the Bomb", New Heaven, N.J. : Yale University Press, 1982, pp. 85-87.